# Церква Святого Леонарда
Церква Святого Леонарда (голл.: Sint-Leonarduskerk) у Затлеу, Бельгія, стоїть на місці колишньої романської каплиці, спорудженої в 1125 році бенедиктинцями з абатства Влірбек біля Левена. Будівництво нинішньої церкви почалося приблизно в 1231 році, а доповнення продовжувалися в 16 столітті. Будівля, виконана переважно в готичному стилі, у своїх найдавніших частинах є сліди романського архітектурного стилю.
Дві важкі квадратні вежі, що фланкують західний фасад, з'єднані між собою галереєю над навою. У стрункій центральній вежі восьмикутної форми вміщено карильйон із 24 дзвонами. У 1999 році ЮНЕСКО включило вежі та церкву до списку Світової спадщини Дзвіниці Бельгії та Франції.

Лише небагато середньовічних церков у Бельгії збереглися в такому чудовому стані, як церква Св. Леонарда, яка була осторонь широко поширеного іконоборства під час протестантської Реформації. Вона також пережила Французьку революцію неушкодженою, оскільки три каноніки склали присягу на вірність французькому режиму. Таким чином, інтер'єр пропонує автентичне уявлення про те, як церкви Брабанту були оздоблені кілька століть тому.

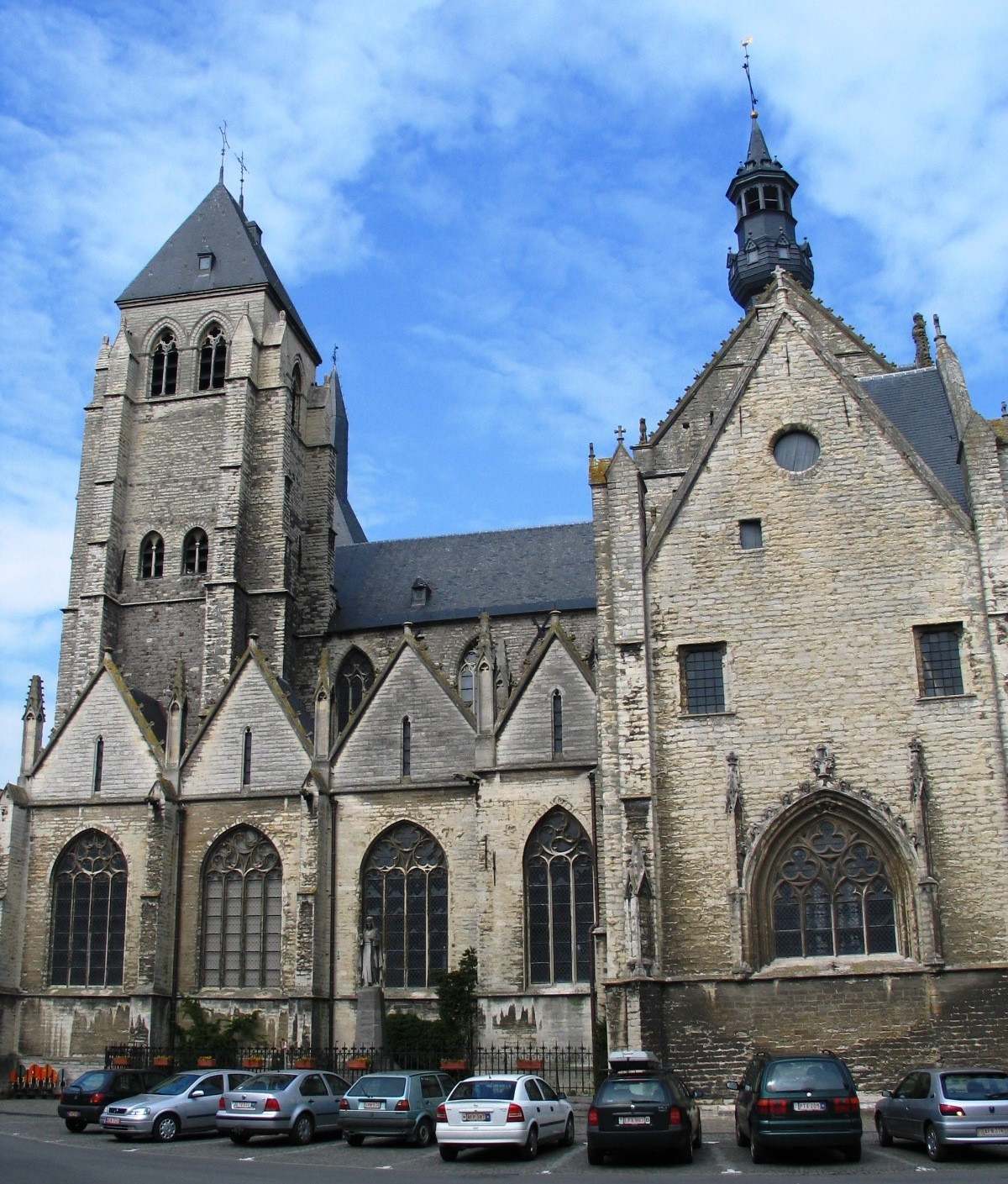
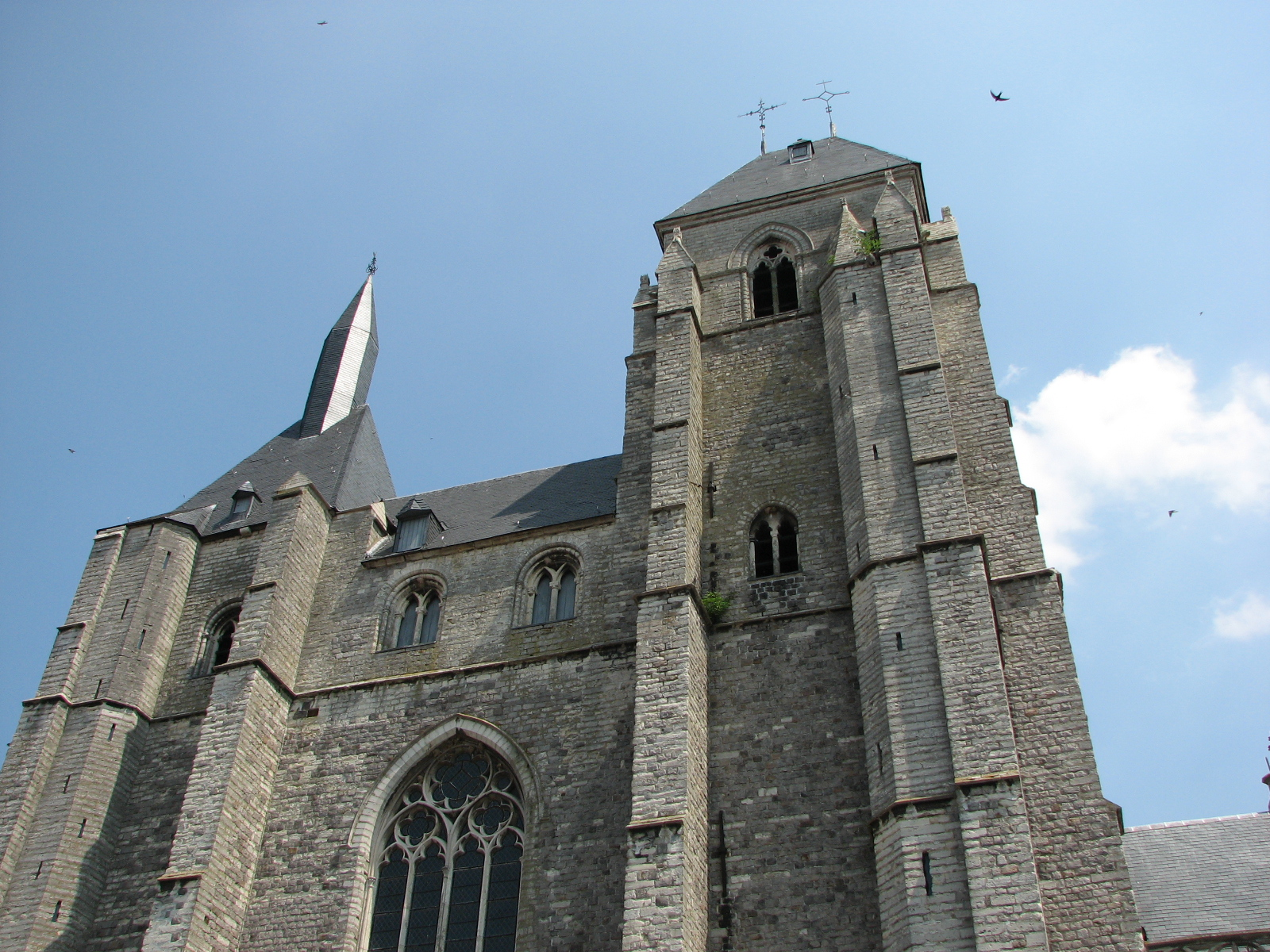
Західний бік
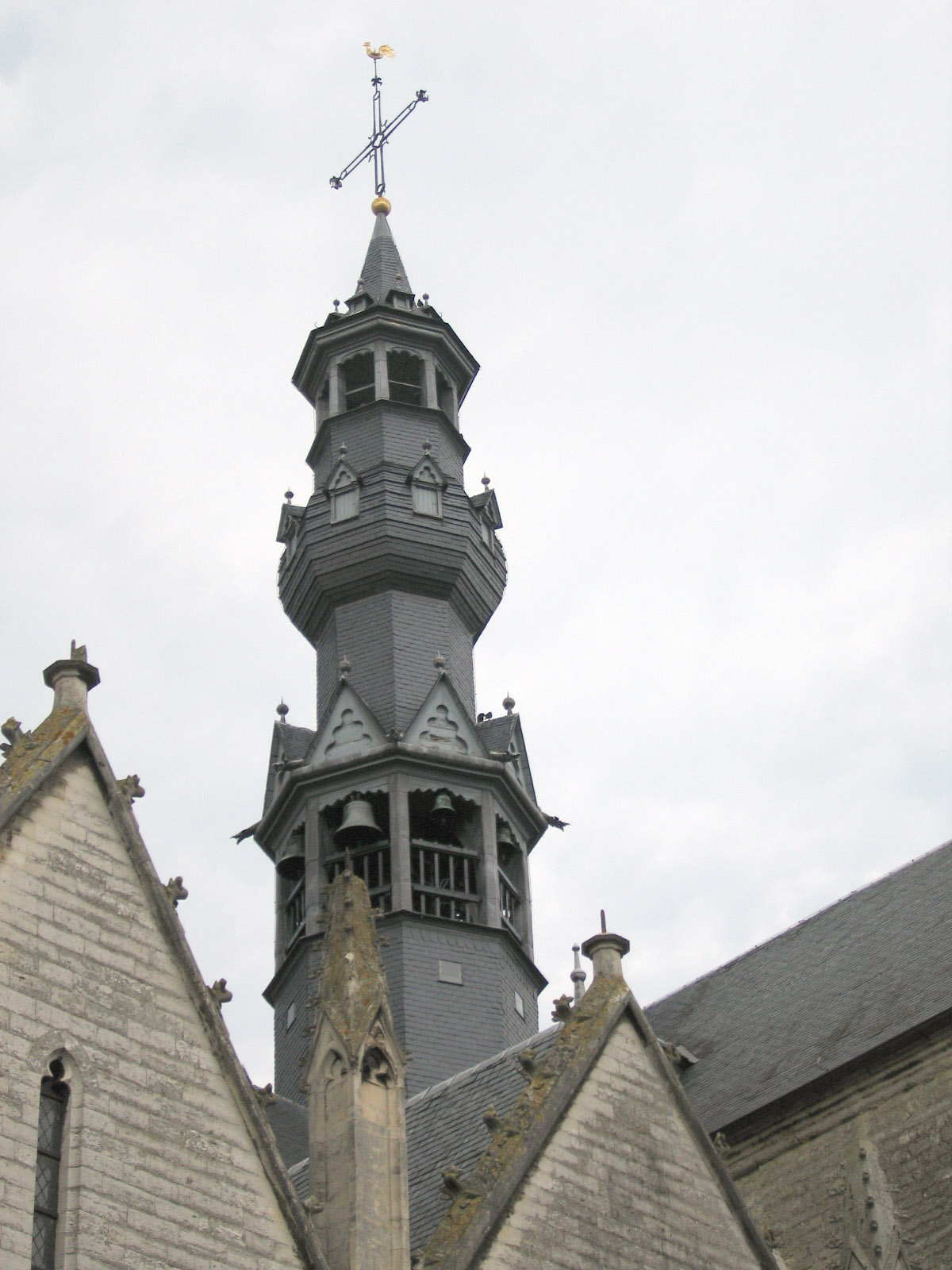
Центральна вежа

## Мистецькі реліквії
- табернакль у вигляді 18-метрової дев'ятирівневої вежі, побудованої в 1552 році Корнелісом Флорісом де Фріндтом. Ця вежа з білого каменю Avesnes була відправлена до церкви в складових частинах з майстерні де Вріндта в Антверпені. Копія цього табернаклю зберігається в Музеї Вікторії та Альберта в Лондоні.
- Маріанум, розписана двостороння скульптура Діви Марії, з 16 століття.
- ікона Діви Марії 1250 року.
- шестиметровий латунний канделябр 1483 року.
- ікони святого Леонарда Ноблацького (однойменного покровителя церкви) 1300 і 1505 рр.
- ретабель Св. Леонарда з 1478 року.
- дерев'яна п'єта з 15 ст.
- романське розп'яття XI ст.
- латунна кафедра зі скульптурою орла.
- ренесансний ретабель святої Анни 16 ст.

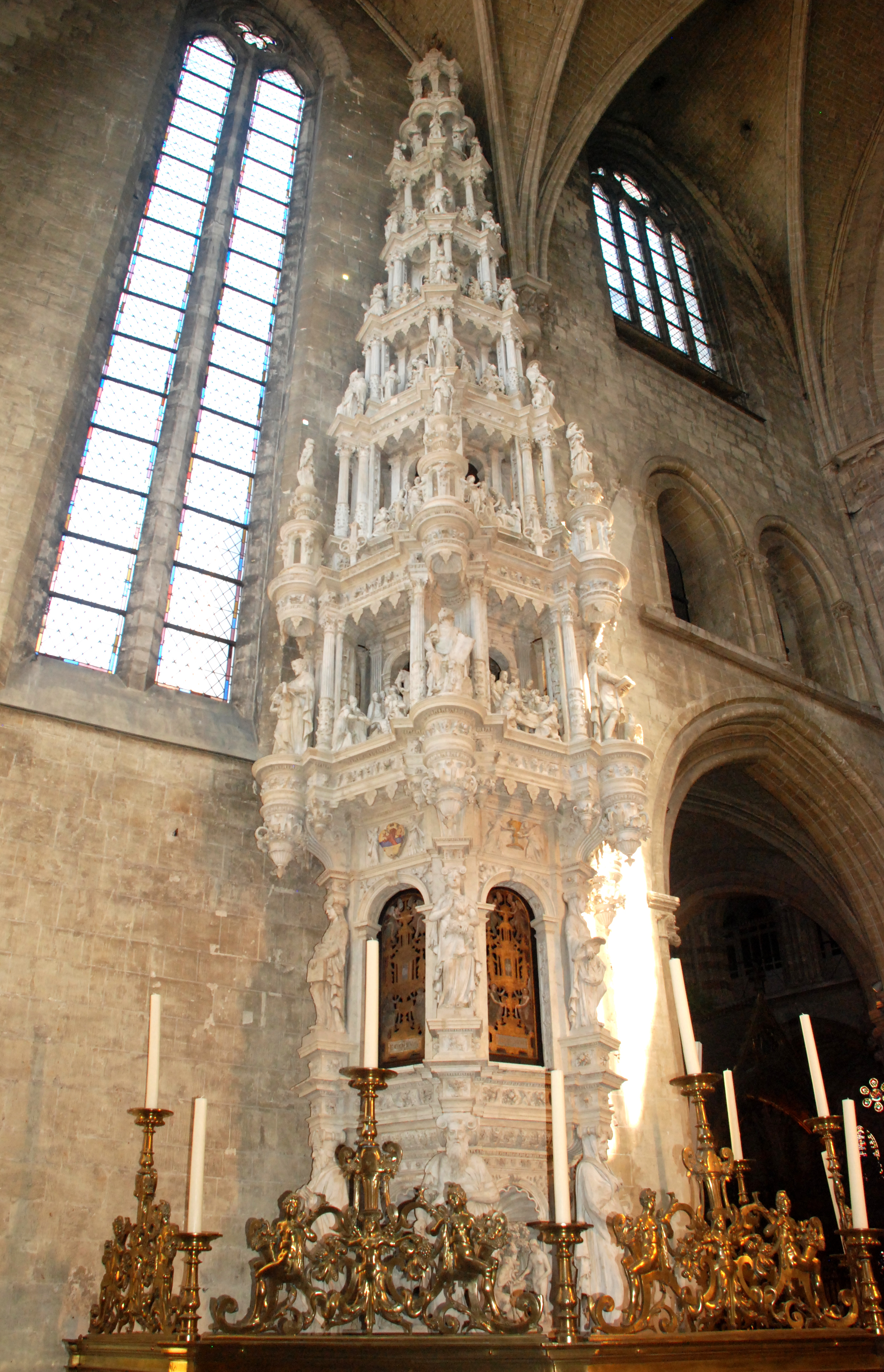
Скинія